# Алоїз Кейка
Алоїз Кейка (нім. Alois Cejka; 5 вересня 1886, Аугсбург — 21 серпня 1947, Гамбург) — німецький військовий чиновник, генерал-інтендант і міністерський директор люфтваффе.

## Біографія
В 1906/10 роках вивчав право у різних університетах. 2 серпня 1910 року вступив на державну службу, служив в урядових установах Верхнього Пфальца і Верхньої Баварії. 4 лютого 1915 року вступив добровольцем у 18-й баварський піший артилерійський полк. Учасник Першої світової війни. Після закінчення війни повернувся на державну службу. В 1921/23 роках — заступник директора Німецьких промислових виставок. 9 лютого 1923 року переведений в баварське Міністерство комерції, промисловості і торгівлі, з 1 липня 1924 року — директор Німецької транспортної виставки у Мюнхені, з 1 січня 1926 року — радник баварського Міністерства зовнішніх зв'язків, з 16 листопада 1931 року — старший службовець районного управління в Ноймаркті. З 8 травня 1933 року — старший урядовий радник баварської Державної канцелярії.
1 червня 1935 року переведений в люфтваффе і призначений виконувачем обов'язків директора 6-го відділу, з 1 червня 1934 — окружний інтендант 5-го авіаційного округу. 1 грудня 1936 року переведений в Імперське міністерство авіації (RLM), 1 січня 1937 року очолив відділ LD I (грошове забезпечення) Адміністративного управління. З 1 лютого 1939 року — начальник управлінської групи технічного забезпечення і  бюджету RLM. 4 жовтня 1941 року управлінська група була розгорнута в управління, і Кейка продовжував очолювати його до кінця війни.

## Звання
- Урядовий референдар (2 серпня 1910)
- Урядовий асесор (20 грудня 1913)
- Лейтенант резерву (8 листопада 1916)
- Урядовий радник (1 липня 1923)
- Урядовий радник 1-го класу (1 жовтня 1928)
- Старший урядовий радник (16 травня 1933)
- Оберст-інтендант і міністерський радник (1 червня 1934)
- Генерал-інтендант і міністерський диригент (1 квітня 1936)
- Міністерський директор (1 квітня 1940)

## Нагороди
- Залізний хрест 2-го і 1-го класу
- Орден «За заслуги» (Баварія) 4-го класу з мечами
- Почесний хрест ветерана війни з мечами (1934)
- Медаль «За вислугу років у Вермахті» 4-го класу (4 роки)
- Імперський орден Ярма та Стріл (Іспанія; 20 січня 1941)
- Медаль «За вислугу років у НСДАП» в бронзі (10 років)